# سوسکچه‌های نخستین پاچیورینوس

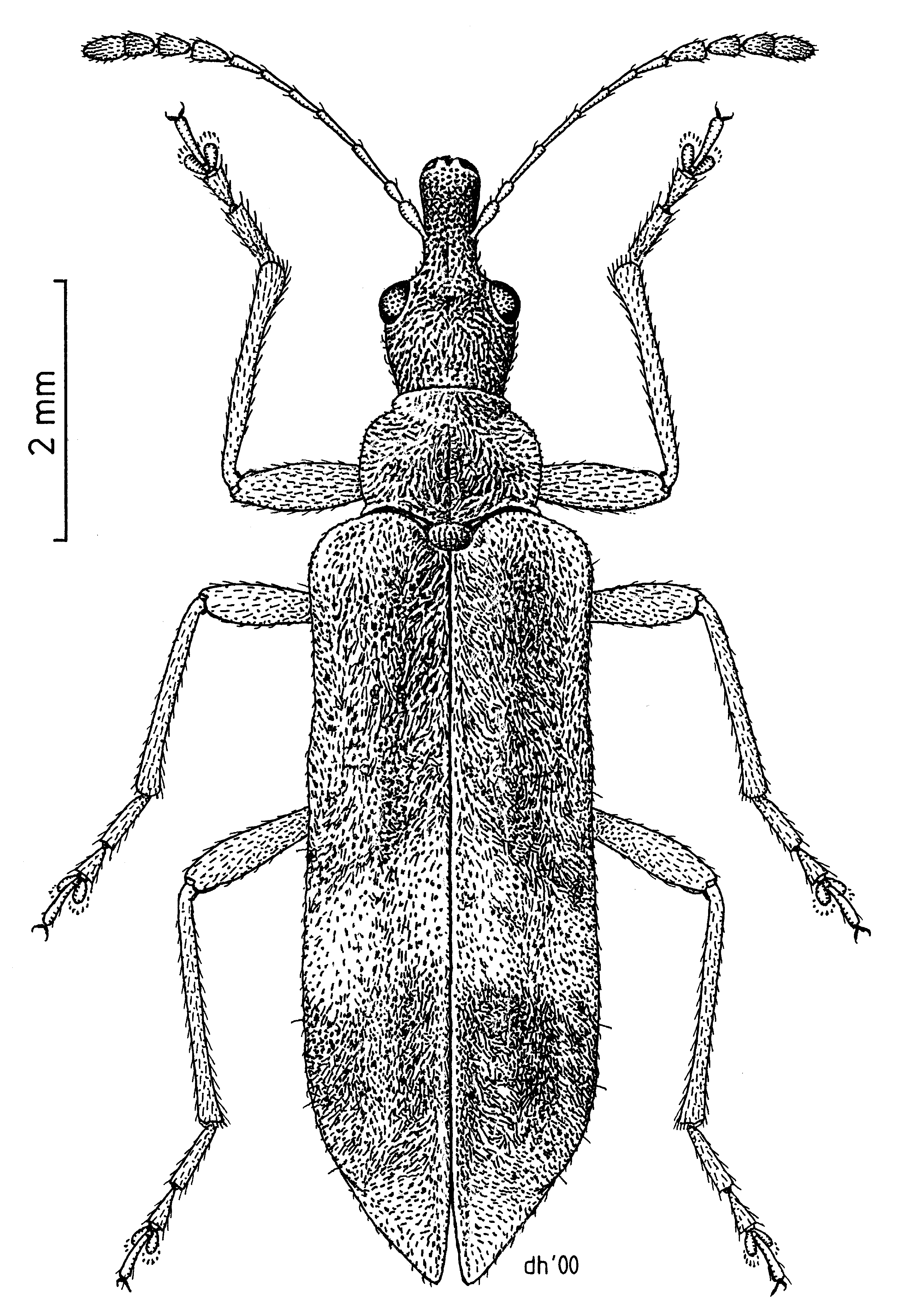
پاچیورینوس (رسم شده توسط Des Helmore)

سوسکچه‌های نخستین پاچیورینوس(نام علمی: Pachyurinus) نام یک سرده از تیره سوسکچه‌های نخستین است.